# Dům U Zlaté růže (Kadaň)
Dům U Zlaté růže (čp. 103) je původně středověký dům ve Sládkově ulici (dříve Sladká) na Starém Městě v Kadani.

## Dějiny domu a jeho majitelé
Dům U Zlaté růže je původně středověký a rozsáhlou renovací prošel na počátku 17. století. Zvenku je opatřen vysokým renesančním volutovým štítem, v přízemí uvnitř se nachází mázhaus klenutý síťovou hřebínkovou klenbou a středními pilíři. Součástí pozemku je také půlkruhová hradební bašta (čp. 320) a hradební parkán původního městského opevnění slouží domu jako zahrada. V roce 1896 je jako majitel domu uváděn nožíř Franz Mödwich, roku 1916 pak Franziska Klenert. Ve 20. a 30. letech 20. století vlastnila dům U Zlaté růže měšťanská rodina Lenz. Roku 1923 jsou jako spolumajitelé domu vedeni manželé Anton a Anna Lenz, roku 1927 Anna, Emilie, Wilhelm a Hugo Lenz. Jejich příbuzným byl známý kadaňský podnikatel v rukavičkářském průmyslu, Alois Lenz. Později roku 1942 je jako jediná majitelka domu zmiňována Anna Lenz. Té byl dům po druhé světové válce roku 1945 zkonfiskován.
V roce 1953 byl dům určen městem jako rezidence k ubytování „vzácných hostí“ z řad komunistických prominentů. Častým hostem zde byl například socrealistický spisovatel Václav Řezáč. Roku 1956 prošel dům generální opravou, jejíž realizace byla svěřena Stavební huti pro památkovou údržbu v kraji Karlovarském, pracoviště Kadaň. Koncem roku 1956 se na městský národní výbor v Kadani obrátili Ing. arch. František Marek, místopředseda Českého fondu výtvarného umění v Praze, a akademický malíř Arnošt Paderlík, místopředseda Svazu čsl. výtvarných umělců v Praze, s návrhem, aby se dům čp. 103 stal „tvůrčím domovem“ výtvarníků, hudebníků, literátů a divadelníků z Prahy, sousedních krajů i ze zahraničí a zároveň též „společensko-uměleckým střediskem Kadaně“. Až do roku 1958 měl v domě svůj ateliér kadaňský malíř Jan Víšek, angažovaný komunista, původně autor realistických krajinomaleb, později též industriálně laděných olejomaleb oslavujících důlně-energetický rozvoj na Kadaňsku. Dům umělců v Kadani navštívila řada významných osobností a režimních prominentů. Mezi prvními byl v domě hostem například výtvarník a medailér Josef Hvozdenský. Ten se nejprve v letech 1947 až 1950 vyučil malířem porcelánu v porcelánce Thun v Klášterci nad Ohří a v letech 1951 až 1957 vystudoval Akademii výtvarných umění v Praze. Na Kadaňsko se často vracel a uspořádal zde i své první výstavy – v Kadani (1958) a v Klášterci (1959). Koncem 60. let 20. století se však počet návštěvníků kulturního centra v domě U Zlaté růže v Kadani snížil na minimum. Eventuální příčinou mohla být i devastace okolní krajiny a chátrající Staré město obklopené novou panelovou zástavbou. V roce 1972 dům zakoupil výtvarník a sochař Herbert Kisza, který je rovněž jeho současným vlastníkem.

## Domovní znamení

domovní znamení

Na volutovém štítě domu je do bílého kruhu na fasádě zakomponována plastická pozlacená pětilistá růže. Původ tohoto domovního znamení lze datovat nejpozději do doby renesance. Zatímco v křesťanské ikonografii je růže jedním z výsostných atributů Panny Marie, v mytologii antické, která byla v dobách renesance znovuobjevována a obdivována, je symbolem Venuše, římské bohyně lásky a plodnosti. Domovní znamení zlaté růže doplňuje navíc latinský nápis (Nesit summum malum dolor, česky Bolest není největším zlem) na fasádě domu, který nechal někdy po roce 1972 zhotovit majitel domu, český malíř, sochař a grafik, Herbert Kisza. Nápis je úryvkem známého výroku římského rétora, republikánského politika a filosofa Marca Tullia Cicera, který celý zní: Nesit summum malum dolor, malum certe est, česky Ačkoli bolest není zlem největším, zlem nepochybně je.

## Zajímavost
Po druhé světové válce a nástupu komunistického režimu sloužil dům jako rezidence pro ubytovávání vzácných hostů města, zpravidla z řad komunistických prominentů. Častokrát zde byl ubytován například socrealistický spisovatel Václav Řezáč, který Kadaň od 50. let 20. století navštěvoval pravidelně až do své smrti v roce 1956. Během Řezáčových pobytů v Kadani vznikla jeho hlavní prorežimní díla, totiž Nástup (1951) a Bitva (1954), propagandisticky popisující tzv. odsun Němců a Vítězný únor 1948 na Kadaňsku. Naposledy v Kadani pobýval koncem jara 1956, kdy se mu z důvěrných zdrojů donesly informace o XX. sjezdu sovětských komunistů, kde byl přiznán a odhalen Stalinův kult osobnosti. Jako přesvědčeného stalinistu jej tyto informace těžce zasáhly a krátce po svém návratu z Kadaně spáchal dne 22. června 1956 ve své vile na Babě v Praze-Dejvicích sebevraždu. Komunistický režim se však rozhodl tuto událost zatajit a učinil z Řezáče spisovatelský mýtus.